# Гідден-Лейк (Колорадо)
Гідден-Лейк (англ. Hidden Lake) — переписна місцевість (CDP) в США, в окрузі Боулдер штату Колорадо. Населення — 24 особи (2020).

## Географія
Гідден-Лейк розташований за координатами 40°6′17″ пн. ш. 105°28′40″ зх. д. / 40.10472° пн. ш. 105.47778° зх. д. (40.104814, -105.477796).  За даними Бюро перепису населення США в 2010 році переписна місцевість мала площу 1,64 км², з яких 1,61 км² — суходіл та 0,04 км² — водойми.

## Демографія
Згідно з переписом 2010 року, у переписній місцевості мешкала 31 особа в 11 домогосподарстві у складі 7 родин. Густота населення становила 19 осіб/км².  Було 39 помешкань (24/км²).
Расовий склад населення:
| - 90,3 % — білих - 3,2 % — корінних американців - 3,2 % — азіатів |

До двох чи більше рас належало 3,2 %. Частка іспаномовних становила 6,5 % від усіх жителів.
За віковим діапазоном населення розподілялося таким чином: 29,0 % — особи молодші 18 років, 71,0 % — особи у віці 18—64 років, 0,0 % — особи у віці 65 років та старші. Медіана віку мешканця становила 37,5 року. На 100 осіб жіночої статі у переписній місцевості припадало 106,7 чоловіків;  на 100 жінок у віці від 18 років та старших — 100,0 чоловіків також старших 18 років.
Цивільне працевлаштоване населення становило 0 осіб. 